# Pterodroma jugabilis
Pterodroma jugabilis ist eine im Holozän ausgestorbene Sturmvogelart, deren subfossile Überreste 1977 auf den hawaiischen Hauptinseln Oʻahu und Hawaii entdeckt wurden. Das Artepitheton jugabilis leitet sich von den fast verbundenen Salzdrüsenvertiefungen in den Augenhöhlen ab.

## Merkmale
Der Holotypus ist ein vollständiger Schädel ohne Gaumenbeinelemente. Die Skelettelemente sind ausgeprägter als bei den Hakensturmtauchern von ähnlicher Größe. Der Schädel ist in der Dorsalansicht schmal und langgestreckt. Er weist sehr markante Vertiefungen für die fast verbundenen Salzdrüsen in den Augenhöhlen auf, die nur durch einen schmalen Grat getrennt sind. Die Postorbitalfortsätze sind im Vergleich zum Boninsturmvogel reduziert. Das Rostrum ist kürzer, mit einer nicht so stark gekrümmten Spitze. Der Oberarmknochen ist zierlicher. Ulna, Radius und die großen Beinelemente sind zierlicher und die Trochleae des Tarsometatarsus sind deutlich kleiner und schmäler.
Diese Art wurde in einer überfluteten Höhle bei Barbers Point und in Lavaröhren im North Kona District  entdeckt. Es war ein kleiner Sturmvogel mit keinen offensichtlichen Verwandten unter den rezenten Hakensturmtauchern.

## Aussterben
Der einzige überlebende hawaiische Sturmvogel ist der Boninsturmvogel (Pterodroma hypoleuca), der früher auf den Hauptinseln von Hawaii zu finden war, heute aber nur noch auf den Inseln der Nordwestkette überlebt. Die Pazifische Ratte (Rattus exulans) war für die Vernichtung einer großen Anzahl von Boninsturmvogel-Küken und -Eiern auf dem Kure-Atoll verantwortlich. Das Ausmaß war so verheerend, dass während einer Brutsaison in den 1960er Jahren kein einziges Küken überlebte. Beide dieser hawaiischen Sturmvögel waren auf den Hauptinseln der Überjagung durch den Menschen und der Nachstellung durch die Pazifische Ratte ausgesetzt, was zweifellos zu ihrer Ausrottung führte.